# West Frankfort
West Frankfort és una població dels Estats Units a l'estat d'Illinois. Segons el cens del 2000 tenia 12.949 habitants.

## Demografia
Segons el cens del 2000, West Frankfort tenia 12.949 habitants, 6.005 habitatges, i 5.486 famílies. La densitat de població era de 666,2 habitants/km².
Per edats la població es repartia de la següent manera: un 22,3% tenia menys de 18 anys, un 8,8% entre 18 i 24, un 26% entre 25 i 44, un 22,1% de 45 a 60 i un 20,8% 65 anys o més.
L'edat mediana era de 40 anys. Per cada 100 dones de 18 o més anys hi havia 83,4 homes.
La renda mediana per habitatge era de 25.358 $ i la renda mediana per família de 34.432 $. Els homes tenien una renda mediana de 32.621 $ mentre que les dones 18.765 $. La renda per capita de la població era de 14.671 $. Aproximadament el 13,9% de les famílies i el 18,6% de la població estaven per davall del llindar de pobresa.

## Poblacions més properes
El següent diagrama mostra les poblacions més properes.